# Sialis bizonata
Sialis bizonata is een insect uit de familie Sialidae, die tot de orde grootvleugeligen (Megaloptera) behoort. De soort komt voor in Japan.